# حقوق کار در شیلی
در شیلی کارگران حق دارند بدون مجوز قبلی اتحادیه تشکیل دهند و به آن بپیوندند و تقریباً ۱۰٪ از کل نیروی کار شیلی را اتحادیه‌ها تشکیل می‌دهند.

## حق انجمن
کارگران حق تشکیل و عضویت در اتحادیه بدون مجوز قبلی را دارند و تقریباً ۱۰ درصد از کل نیروی کار (تخمین زده شده ۵٫۹ میلیون نفر) در بیش از ۱۶۰۰۰ اتحادیه تشکیل شده است. پلیس و پرسنل نظامی نمی‌توانند به صورت جمعی سازماندهی کنند. اعضای اتحادیه‌ها آزاد بودند که از عضویت اتحادیه خارج شوند. قانون تعطیلی مغازه‌های اتحادیه را ممنوع می‌کند.